# Marcià (general de Justí II)
Marcià (en llatí: Marcianus; en grec: Μαρκιανός), anomenat Martí (Martinus) per Teòfanes el Confessor i Joan Zonaràs, Marcià (Marcion) per Bar Hebreu i Mauricià (Mauricianus) a la Crònica de 1234, va ser un general de l'Imperi Romà d'Orient i parent de l'emperador Justí II.

## Vida
D'acord amb Joan Malales, era cosí de Justí i nebot de Justinià I, mentre que Miquel el Sirià, afirma que la seva mare era tiet materna de Justí.

Apareix en les fonts el 563 com a magister militum enviat a l'Àfrica romana per combatre la revolta dels Berbers després de l'assassinat del seu lider Cutzines a mans del governador Joan Rogathinos. Va tenir molt d'èxit en aquesta tasca, guanyant-se el respecte dels Berbers. Posteriorment, és elevat a la dignitat de patrici i es converteix en magister militum per Orientem cap al 572. Marcià va lluitar en la guerra romano-sassànida del 572-591:
| “ | Marcià, cosi de l'emperador Justí, que havia sigut anomenat magister militum per Orientem, va ser enviat contra Còsroes I (r. 531-579) durant el vuitè any de regnat de Justí [573]. Joan, el general d'Armènia, i Mirranes, un general persa (també anomenat Bahram), van reunir un exèrcit per combatre'l. Els armenis van convocar als colcos, als abasgos i a Saroes, el rei dels alans; Mirranes va convocar als sabirs, dagans i a la tribu del dilmenis. | ” |
|   | — Foci, Biblioteca |   |

Els autors de l'època el descriuen com experimentat i valent, cosa que explica la seva nominació al front oriental. Abans d'anar al front persa sembla que va rebre l'ordre imperial d'assassinar al filarca dels gassànides, Al-Mundhir III ibn al-Harith. Aquest poble, tradicionalment aliat amb els romans, però Justí II s'hi havia barallat. Marcià no va tenir èxit en la seva missió i es va desplaçar cap a Pèrsia. A finals de l'any 572, travessa l'Eufrates i penetra a Osroene. Envià 3.000 homes, dirigits per Teodor, Sergi i Juventí, a fer una incursió a l'Arzanene, amb èxit. A la primavera de 573, es dirigeix a Nisibis, derrotant a l'exèrcit persa, dirigit per Bahram a la batalla de Sargathon. Aleshores assetja la fortalesa de Thebeton, però després de deu dies, va preferir retirar-se a territori romà. L'emperador li ordena tornar a l'assalt i aquesta vegada posa setge a Nísibis. Còsroes I, en saber-ho, va reunir 40.000 cavallers i més de 100.000 soldats i va córrer per a combatre'l. Quan era a punt de prendre la fortalesa va ser destituït per ordre de Justí II, potser a causa de la seva retirada anterior i la impressió de pusil·lanimitat que ha pogut deixar. També si va poder sumar la sospita de tenir ambicions imperials, mentre que Joan d'Efes o Bar Hebreu relacionen la seva desgràcia amb el seu fracàs amb Al-Mundhir. Va ser rellevat per Teodor Tzic, fill de Justinià, fet que va provocar una gran agitació entre les tropes romanes i va forçar a aixecar el setge. Còsroes va aprofitar per assetjar i arrasar Dara.